# Віреон товстодзьобий
Віреон товстодзьобий (Vireo crassirostris) — вид горобцеподібних птахів родини віреонових (Vireonidae).

## Поширення
Вид поширений на Багамах, Кубі, Кайманових островах, островах Теркс і Кайкос та на острові Тортуга (Гаїті). Випадковий птах спостерігався на півдні Флориди. Його місце проживання — тропічні та субтропічні сухі ліси та вологі хащі.

## Опис
Дрібний птах, завдовжки 14 см. Дзьоб товстий. Очі карі. Спинна поверхня оливкова, нижня частина білувата або жовтувата, іноді з боків зеленуватий. Він має жовті окуляри, що оточують очі і над дзьобом, і чорну пляму між оком і дзьобом. Має дві помітні жовтувато-білі смуги на крилах.

## Підвиди
Містить 5 підвидів:
- Групаcrassirostris:
  - Vireo crassirostris alleni Cory, 1886 — Кайманові острови.
  - Vireo crassirostris crassirostris (Bryant, 1859) — Багамські острови.
  - Vireo crassirostris cubensis Kirkconnell & Garrido, 2000 — північне узбережжя Куби.
  - Vireo crassirostris stalagmium Buden, 1985 — острів Кайкос.
  - Vireo crassirostris tortugae Richmond, 1917 — острів Тортуга.